# (466662) 2014 WV118
(466662) 2014 WV118 es un asteroide perteneciente al cinturón de asteroides, descubierto el 13 de noviembre de 2006 por el equipo Spacewatch desde el Observatorio Nacional de Kitt Peak (Arizona, Estados Unidos).